# Florian Ramoser
Florian Ramoser (* 7. Oktober 1979) ist ein italienischer Eishockeyspieler, der zuletzt beim HC Bozen in der Serie A1 unter Vertrag stand. 

## Karriere
Florian Ramoser begann seine Karriere als Eishockeyspieler beim SV Ritten, für den er von 1995 bis 2002 insgesamt sieben Jahre lang in der Serie A2 und Serie A1 aktiv war. Anschließend wechselte er zu Asiago Hockey, mit dem er 2003 die Supercoppa Italiana gewann. Ab der Saison 2004/05 spielte der Verteidiger für den italienischen Erstligisten HC Bozen, mit dem er 2008 und 2009 jeweils Italienischer Meister wurde, sowie 2007 und 2009 die Coppa Italia gewann. Des Weiteren gewann Ramoser mit seiner Mannschaft 2007 und 2008 jeweils die Supercoppa Italiana, sowie ebenfalls 2007 und 2008 den Messecup. Nach der Saison 2009/10 wurde sein Kontrakt jedoch nicht verlängert.

### International
Für Italien nahm Ramoser an der U20-Junioren-C-Weltmeisterschaft 1999, sowie den B-Weltmeisterschaften 2004 und 2005 teil. Des Weiteren stand er im Aufgebot Italiens bei den A-Weltmeisterschaften 2006 und 2007 und den Olympischen Winterspielen 2006 in Turin.

## Erfolge und Auszeichnungen
| - 1997 Aufstieg in die Serie A mit dem SV Ritten - 2003 Sieger Supercoppa Italiana mit Asiago Hockey - 2007 Sieger Coppa Italia mit dem HC Bozen - 2007 Sieger Supercoppa Italiana mit dem HC Bozen - 2007 Sieger Messecup mit dem HC Bozen - 2008 Italienischer Meister mit dem HC Bozen | - 2008 Sieger Supercoppa Italiana mit dem HC Bozen - 2008 Sieger mit dem HC Bozen - 2009 Italienischer Meister mit dem HC Bozen - 2009 Sieger Coppa Italia mit dem HC Bozen |